# غراهام كوغلان
غراهام كوغلان (بالإنجليزية: Graham Coughlan)‏ هو لاعب كرة قدم أيرلندي، ولد في 18 نوفمبر 1974 في دبلن في جمهورية أيرلندا. لعب مع بلاكبيرن روفرز وسويندون تاون وشروزبري تاون وشيفيلد وينزداي ونادي بليموث أرجايل ونادي بيرنلي ونادي روذرهام يونايتد ونادي ساوثيند يونايتد.

## وصلات خارجية
- غراهام كوغلان على موقع قاعدة بيانات كرة القدم.إي يو (الإنجليزية)
- غراهام كوغلان على موقع Soccerbase.com (لاعب) (الإنجليزية)
- غراهام كوغلان على موقع Soccerbase.com (مدرب) (الإنجليزية)
- غراهام كوغلان على موقع Soccerway.com (الإنجليزية)
- غراهام كوغلان على موقع عالم كرة القدم.نت (الإنجليزية)